# 凸函数

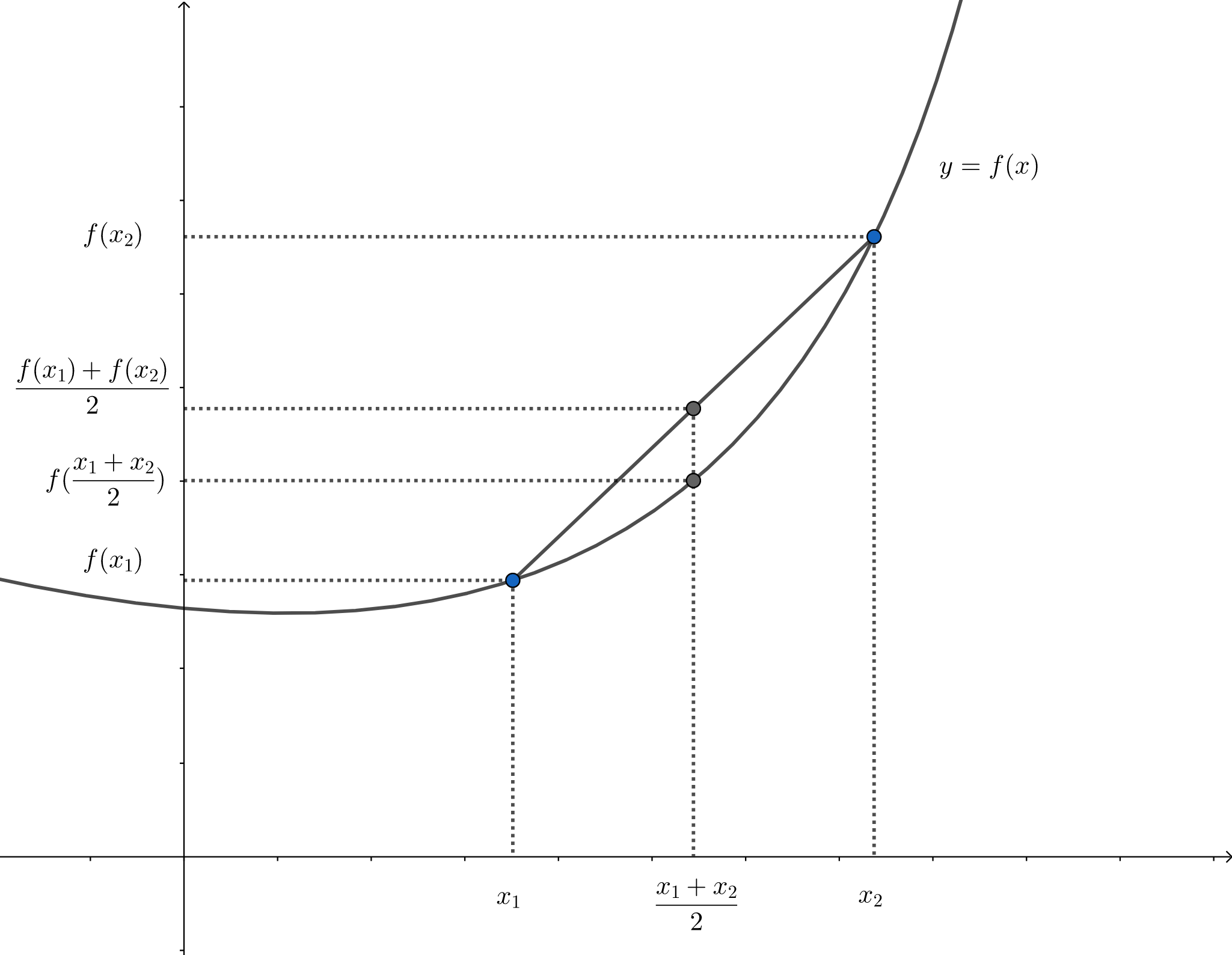
凸函数的圖像上任取兩點，連成的線段必在圖像上方。

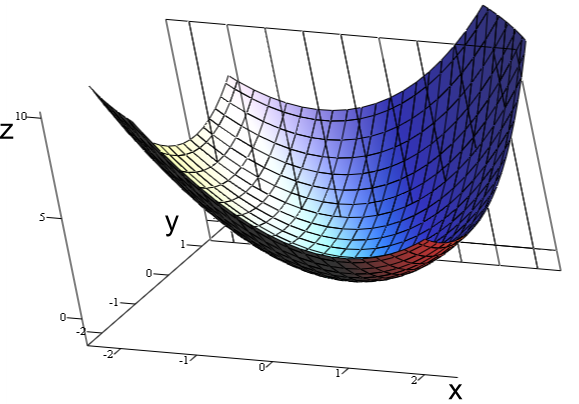
二元二次多項式函數的圖像，形如開口向上的碗。

凸函数（英文：Convex function）是指函数图形上，任意兩點連成的線段，皆位於圖形的上方的实值函数，如單變數的二次函数和指数函数。二階可導的一元函數{\displaystyle f}為凸，当且仅当其定義域為凸集，且函數的二階導數{\displaystyle f''}在整個定義域上非負。直觀理解，凸函數的圖像形如開口向上的杯{\displaystyle \cup }，而相反，凹函数則形如開口向下的帽{\displaystyle \cap }。
在最优化研究中，凸函數的最小化問題有唯一性，即凸開集上的嚴格凸函數，至多只有一個極小值。
概率论中，凸函數{\displaystyle f}作用在某随机变量期望值{\displaystyle \mathbb {E} [X]}所得的結果，總不大於對隨機變量先取函數值再取期望，即
{\displaystyle f(\mathbb {E} [X])\leq \mathbb {E} [f(X)],}
稱為延森不等式。該不等式可以推導出均值不等式及赫尔德不等式等結果。

## 定義
{\displaystyle C}為某實向量空間的凸子集，若实值函数{\displaystyle f:C\to \mathbb {R} } 對任意 {\displaystyle 0\leq t\leq 1}及任意{\displaystyle v,\,w\in C}，皆有
{\displaystyle f\left[v+t\cdot (w-v)\right]\leq f(v)+t\cdot \left[f(w)-f(v)\right]}
則 {\displaystyle f} 稱為凸函数。
若 {\displaystyle C\subseteq \mathbb {R} } ，然後在 {\displaystyle f} 圖像上任取兩點{\displaystyle \left(x_{1},f\left(x_{1}\right)\right)}和{\displaystyle \left(x_{2},f\left(x_{2}\right)\right)} 連線，則連線上某點 {\displaystyle p} 的 {\displaystyle x} 座標可以想成從 {\displaystyle x_{1}} 出發，前進了 {\displaystyle x_{2}-x_{1}} 這整段的一部分而已，也就是說
{\displaystyle 0\leq t={\frac {x-x_{1}}{x_{2}-x_{1}}}\leq 1}
循著同樣的比例 {\displaystyle t} ，  {\displaystyle p} 的 {\displaystyle y} 座標就可以寫成
{\displaystyle 0\leq t={\frac {y-f(x_{1})}{f(x_{2})-f(x_{1})}}\leq 1}
但同樣的 {\displaystyle x} 座標下，對應的 {\displaystyle f} 函數值就是
{\displaystyle f\left[x_{1}+t\cdot (x_{2}-x_{1})\right]}
所以，凸函數的定義意為，{\displaystyle f} 的圖像上，任意相異兩點的連線不能低於中間{\displaystyle f} 的曲線。換言之，函數的上境圖（圖像上方的點的集合）为凸集。

### 严格凸函数
若將定義的{\displaystyle \leq }號換成{\displaystyle <}，則得到嚴格凸的定義： 
{\displaystyle f}稱為嚴格凸，意思是對{\displaystyle 0<t<1}和任意不相等的{\displaystyle v,\,w\in C}，皆有
{\displaystyle f\left[v+t\cdot (w-v)\right]<f(v)+t\cdot \left[f(w)-f(v)\right]}
若 {\displaystyle C\subseteq \mathbb {R} } ，在嚴格凸函數{\displaystyle f}的圖像曲線上，任意兩相異點的連線，除端點外皆高於曲線。

### 几乎凸函数
若 {\displaystyle C\subseteq \mathbb {R} }，实值函数{\displaystyle f:C\to \mathbb {R} } 對於任意三實數 {\displaystyle x\leq z\leq y} ，都有{\displaystyle f(z)\leq \max\{f(x),\,f(y)\}}，則稱 {\displaystyle f} 是幾乎凸的。

## 性质
凸函數的某些性質，多元情況的敍述與一元情況同樣簡單。此種性質，可能僅於多元情況列舉，恕不在一元情況贅述。

### 一元情況

函数（蓝色）是凸的，当且仅当其上方的区域（绿色）是一个凸集。

- 設{\displaystyle f}是一元實函數，定義域為區間。考慮割線斜率{\displaystyle R(x_{1},x_{2})={\frac {f(x_{2})-f(x_{1})}{x_{2}-x_{1}}},}則函數{\displaystyle R}是對稱函數，即關於{\displaystyle R(x_{1},x_{2})=R(x_{2},x_{1})}。{\displaystyle f}為凸，當且僅當對每個固定的{\displaystyle x_{2}}，皆有{\displaystyle R(x_{1},x_{2})}關於{\displaystyle x_{1}}單調不減（或由對稱性，可將此句中{\displaystyle x_{1},x_{2}}互換）。此刻劃有助證明以下的結果。
- 若一元凸函数{\displaystyle f}定义在开区间{\displaystyle C}內，則在C内连续，且處處有左側及右側的單邊導數（英语：Semi-differentiability）。如此定義的兩個單邊導函數，皆為單調不減。由此推出，除可数个点外，{\displaystyle f}在其他点皆可微（不過不可導的點組成的集合，仍有可能稠密）。如果{\displaystyle C}是闭区间，那么{\displaystyle f}有可能在{\displaystyle C}的端点不连续，見例子。
- 一元可微函数在区间上是凸的，当且仅当函数位于所有它的切线的上方：[3]:69对于区间内的所有{\displaystyle x}和{\displaystyle y}，都有{\displaystyle f(x)\geq f(y)+f'(y)(x-y).}特别地，如果{\displaystyle f'(y)=0}，則上式化為{\displaystyle f(x)\geq f(y)}，故{\displaystyle f(y)}是{\displaystyle f}的最小值。
- 一元可微函数在某个区间上是凸的，当且仅当它的导数在该区间上单调不减。若一元函數既凸又可導，則其導數也連續。
- 一元二阶可微的函数在区间上是凸的，当且仅当它的二阶导数是非负的；这是判断某个函数是否凸的實用方法。直觀地，二階可導的凸函數「向上彎」，而不會屈向另一邊（即無拐点）。如果它的二阶导数是正数，那么函数就是严格凸的，但反过来不成立。例如，{\displaystyle f(x)=x^{4}}的二阶导数是{\displaystyle f''(x)=12x^{2}}，当{\displaystyle x=0}时为零，但{\displaystyle f}是严格凸的。
  - 此性質的條件「二階導數非負」與前一個性質的條件「導數單調不減」有差異。若{\displaystyle f''}在區間{\displaystyle C}非負，則的確{\displaystyle f'}在{\displaystyle C}單調不減。反之則不然，因為可能有{\displaystyle f'}在{\displaystyle C}單調不減，但在某點不可導，即{\displaystyle f''}在{\displaystyle C}中某點無定義。
- 若{\displaystyle f}為一元凸函數，且{\displaystyle f(0)\leq 0}，則{\displaystyle f}在正數集內為超可加函數（英语：Superadditivity），即{\displaystyle f(a+b)\geq f(a)+f(b)}對任意正實數{\displaystyle a,b}成立。

### 多元情況
更一般地，多元二次可微的连续函数在凸集上是凸的，当且仅当它的黑塞矩阵在凸集的内部是半正定的。
凸函数的任何极小值也是最小值。严格凸函数最多有一个最小值。
对于凸函数f，水平子集{x | f(x) < a}和{x | f(x) ≤ a}（a ∈ R）是凸集。然而，水平子集是凸集的函数不一定是凸函数；这样的函数称为拟凸函数。
延森不等式对于每一个凸函数f都成立。如果{\displaystyle X}是一个随机变量，在f的定义域内取值，那么{\displaystyle f(\mathbb {E} [X])\leq \mathbb {E} [f(X)],}（在这里，{\displaystyle E}表示数学期望。）

## 凸函數的初等運算
- 如果{\displaystyle f}和{\displaystyle g}是凸函數，那麼{\displaystyle m(x)=\max\{f(x),g(x)\}}和{\displaystyle h(x)=f(x)+g(x)}也是凸函數。
- 如果{\displaystyle f}和{\displaystyle g}是凸函數，且{\displaystyle g}遞增，那麼{\displaystyle h(x)=g(f(x))}是凸函數。
- 凸性在仿射映射下不變：也就是說，如果{\displaystyle f(x)}是凸函數（{\displaystyle x\in \mathbb {R} ^{n}}），那麼{\displaystyle g(y)=f(Ay+b)}也是凸函數，其中{\displaystyle A\in \mathbb {R} ^{n\times m},\;b\in \mathbb {R} ^{n}.}
- 如果{\displaystyle f(x,y)}在{\displaystyle (x,y)}內是凸函數，且{\displaystyle C}是一個凸的非空集，那麼{\displaystyle g(x)=\inf _{y\in C}f(x,y)}在{\displaystyle x}內是凸函數，只要對於某個{\displaystyle x}，有{\displaystyle g(x)>-\infty }。

## 例子
- 函数{\displaystyle f(x)=x^{2}}处处有{\displaystyle f\,''(x)=2>0}，因此f是一个（严格的）凸函数。
- 绝对值函数{\displaystyle f(x)=|x|}是凸函数，虽然它在点x = 0没有导数。
- 当{\displaystyle p\geqslant 1}时，函数{\displaystyle f(x)=|x|^{p}}是凸函数。
- 定义域为[0,1]的函数f，定义为f(0)=f(1)=1，当0<x<1时f(x)=0，是凸函数；它在开区间(0,1)内连续，但在0和1不连续。
- 函数{\displaystyle f(x)=x^{3}}的二阶导数为{\displaystyle f\,''(x)=6x}，因此它在x ≥ 0的集合上是凸函数，在x ≤ 0的集合上是凹函数。
- 每一个在{\displaystyle \mathbb {R} }内取值的线性变换都是凸函数，但不是严格凸函数，因为如果f是线性函数，那么{\displaystyle f(a+b)=f(a)+f(b)}。如果将“凸”替换为“凹”，该命题也成立。
- 每一个在{\displaystyle \mathbb {R} }内取值的仿射变换，也就是说，每一个形如{\displaystyle f(x)=a^{T}x+b}的函数，既是凸函数又是凹函数。
- 每一个范数都是凸函数，这是由于三角不等式。
- 如果{\displaystyle f}是凸函数，那么当{\displaystyle t>0}时，{\displaystyle g(x,t)=tf(x/t)}是凸函数。
- {\displaystyle f(x)={\sqrt {x}}}和{\displaystyle g(x)=\log(x)}为单调递增但非凸的函数。
- 函数f(x) = 1/x2，f(0)=+∞，在区间(0,+∞)内是凸函数，在区间(-∞,0)内也是凸函数，但是在区间(-∞,+∞)内不是凸函数，这是由于x = 0处的奇点。